# Knežak
Knežak – wieś w Słowenii, w gminie Ilirska Bistrica. W 2018 roku liczyła 450 mieszkańców.